# 最美表演
最美表演（英語：Best Acting Performances），是中国网络媒体新浪旗下的新浪娱乐频道于2014年起推出的“年度呈现”，该企划邀请本年度的十位表现出色的演员及青年導演组成主创团队，让每位表演者以三分钟以内短片的形式共同完成十支作品。2014年至2016年推出的三季正片中多数都为黑白色调，只有2015年推出的第二季在陈瑾与冯小刚的片段为彩色，而2017年後推出的則全數為彩色。

## 2014年
新浪娱乐依据新浪微博网友的投票邀请十位演员，以电影制作班底共同完成十支短片作品。以年度十大新闻事件为背景，每位演员分别进行一分钟的演绎，拍摄横跨中国大陆与香港片场，由《苹果》《观音山》《后会无期》等片的制片人方励担任监制，《盛夏光年》《101次求婚》《催眠大师》《重返20岁》导演陈正道、《少女哪吒》导演李霄峰出任导演，编剧任鹏、王玮璘提供剧本创意，《盲井》《家在水草丰茂的地方》摄影师刘勇宏担任摄影指导，预告片则出自曾剪辑过《千里走单骑》、《三枪拍案惊奇》、《金陵十三钗》和《归来》的中国内地预告片剪辑师魏楠之手。最终完成的十支短片于2014年12月15日陆续上线。

### 主创
（以下排列依据出场顺序以及事件发生顺序）
| 导演           | 致敬事件       | 表演者 | 年度代表作     |
| -------------- | -------------- | ------ | -------------- |
| 陈正道、李霄峰 | 中法建交50周年 | 刘烨   | 《北平无战事》 |
| 陈正道、李霄峰 | 雾霾           | 赵薇   | 《亲爱的》     |
| 陈正道、李霄峰 | 2014年世界杯   | 徐峥   | 《催眠大师》   |
| 陈正道、李霄峰 | 冰桶挑战       | 佟大为 | 《亲爱的》     |
| 陈正道、李霄峰 | 抗击埃博拉病毒 | 黄轩   | 《推拿》       |
| 陈正道、李霄峰 | 阿里巴巴上市   | 马苏   | 《心花路放》   |
| 陈正道、李霄峰 | 蒂姆·库克出柜  | 袁泉   | 《后会无期》   |
| 陈正道、李霄峰 | 中国APEC峰会   | 李易峰 | 《古剑奇谭》   |
| 陈正道、李霄峰 | 高仓健逝世     | 祖锋   | 《北平无战事》 |
| 陈正道、李霄峰 | 微笑挑战       | 郭晓东 | 《忘了去懂你》 |

## 2015年
新浪娱乐再度邀请十位演员，四位中国内地年轻导演，共同完成十支短片作品，以这种方式为即将过去的2015年作结，也向努力突破自我的演员致敬。此次的主创班底基本沿袭上一次的团队，不过另外增加了杨庆，李睿珺，韩延三人，与2014年的导演李霄峰共同组成了新的导演组。本年《最美表演》的主题是“遇见另一个我”，十位表演者或是挑战了自己平日里接触不到的角色类型，或是展现了一个人在内心进行激烈自我斗争的过程。冯小刚和陈瑾是此次短片集中仅有的用胶片拍摄的两部彩色作品。主题曲为谭维维的《三厘米》，最终完成的十支短片于2015年12月14日陆续上线。

### 主创
（以下排列依据出场顺序）
| 短片名         | 导演   | 表演者 | 年度代表作     |
| -------------- | ------ | ------ | -------------- |
| 《她》         | 李霄峰 | 姚晨   | 《九层妖塔》   |
| 《绽放》       | 李霄峰 | 马思纯 | 《左耳》       |
| 《喜剧的忧伤》 | 杨庆   | 陈坤   | 《寻龙诀》     |
| 《第三只眼》   | 李睿珺 | 杨子姗 | 《重返20岁》   |
| 《中场休息》   | 杨庆   | 胡歌   | 《琅琊榜》     |
| 《囚禁》       | 韩延   | 杨幂   | 《我是证人》   |
| 《崩塌》       | 韩延   | 王千源 | 《解救吾先生》 |
| 《和解》       | 李睿珺 | 大鹏   | 《煎饼侠》     |
| 《春天》       | 李霄峰 | 陈瑾   | 《少女哪吒》   |
| 《答案》       | 李霄峰 | 冯小刚 | 《老炮儿》     |

## 2016年
2016年的最美表演新浪娱乐如期再度邀请十位演员，三位中国内地年轻导演，共同完成十支短片作品。本年《最美表演》的主题是“一分一枯荣”，十位演员共同演绎“生命中最重要的一分钟”。与以往不同的是，有部分片段开始附台词演绎。主题曲为张碧晨的《曾经守候》，最终完成的十支短片于2016年12月13日陆续上线。

### 主创
（以下排列依据出场顺序）
| 短片名           | 导演             | 表演者 | 年度代表作         |
| ---------------- | ---------------- | ------ | ------------------ |
| 《有我在》       | 黎志、江涛、张涛 | 刘昊然 | 《唐人街探案》     |
| 《宣告》         | 黎志、江涛、张涛 | 周冬雨 | 《七月与安生》     |
| 《万家灯火》     | 黎志、江涛、张涛 | 张鲁一 | 《麻雀》           |
| 《生日》         | 黎志、江涛、张涛 | 佟丽娅 | 《平凡的世界》     |
| 《碎片》         | 黎志、江涛、张涛 | 张译   | 《追凶者也》       |
| 《面条》         | 黎志、江涛、张涛 | 任素汐 | 《驴得水》         |
| 《病房里的心跳》 | 黎志、江涛、张涛 | 王凯   | 《如果蜗牛有爱情》 |
| 《迷》           | 黎志、江涛、张涛 | 范冰冰 | 《我不是潘金莲》   |
| 《爸爸你在哪》   | 黎志、江涛、张涛 | 胡军   | 《上海王》         |
| 《柳琴》         | 黎志、江涛、张涛 | 宋佳   | 《陆垚知马俐》     |

## 2017年
本年《最美表演》的主题是“发现”。主题曲为刘惜君的《说完》，最终完成的十支短片于2017年12月18日陆续上线。

### 主创
（以下排列依据出场顺序）
| 短片名                      | 导演   | 编剧               | 表演者 | 备注         |
| --------------------------- | ------ | ------------------ | ------ | ------------ |
| 《許願》                    | 路阳   | 双雪涛、路阳       | 黃軒   | 两片相互关联 |
| 《再見》                    | 路阳   | 张悦然、路阳       | 趙麗穎 | 两片相互关联 |
| 《見到自己了嗎？》          | 许宏宇 | 吴瑶、王一尘       | 张一山 |              |
| 《解剖自己》                | 许宏宇 | 吴瑶、刘白、王一尘 | 倪妮   |              |
| 《人魚王子》                | 许宏宇 | 李媛、刘白         | 雷佳音 |              |
| 《如果有一天 我不在你身邊》 | 杨子   |                    | 馬麗   |              |
| 《行者》                    | 鹏飞   |                    | 吳秀波 |              |
| 《秘密》                    | 鹏飞   |                    | 潘粵明 |              |
| 《狙擊》                    | 常征   |                    | 張志堅 |              |
| 《電話》                    | 常征   |                    | 馬伊琍 |              |
| 《90秒的深呼吸》            | 杨子   |                    | 潘粵明 | 番外篇       |

## 2018年
本年《最美表演》正值五周年纪念，为此邀请了历年最为庞大的导演团队参与制作，主题曲为果味VC的《日落》，最终完成的十支短片于2018年12月24日陆续上线。

### 主创
（以下排列依据出场顺序）
| 短片名           | 导演   | 表演者 | 年度代表作                 |
| ---------------- | ------ | ------ | -------------------------- |
| 《賣房記》       | 白雪   | 秦昊   | 《你好，之華》《沙海》     |
| 《破碎故事之心》 | 毕赣   | 湯唯   | 《地球最後的夜晚》         |
| 《前夕》         | 大飞   | 楊紫   | 《香蜜沉沉燼如霜》         |
| 《雷》           | 郭帆   | 黃渤   | 《一齣好戲》               |
| 《呼叫》         | 郭帆   | 齊溪   | 《桃源》《八個女人一台戲》 |
| 《20級台階》     | 霍猛   | 聶遠   | 《延禧攻略》               |
| 《電量不足》     | 霍猛   | 鄭愷   | 《影》                     |
| 《熄滅》         | 秦海璐 | 陳偉霆 | 《南方有喬木》《橙紅年代》 |
| 《20個未接來電》 | 文牧野 | 白宇   | 《忽而今夏》《鎮魂》       |
| 《吃麵》         | 张大磊 | 秦嵐   | 《延禧攻略》               |

## 2019年
本年《最美表演》的主题为“生而惊艳”，主题曲为白举纲的《战士》，最终完成的十支短片于2019年12月9日陆续上线。

### 主创
| 短片名               | 导演   | 表演者   | 年度代表作             | 特别出演 | 备注                     |
| -------------------- | ------ | -------- | ---------------------- | -------- | ------------------------ |
| 《痛打自己的告密者》 | 刁亦男 | 易烊千玺 | 《少年的你》           | 舒淇     | 《南方车站的聚会》番外篇 |
| 《逃亡者的前生今世》 | 刁亦男 | 胡歌     | 《南方车站的聚会》     |          | 《南方车站的聚会》番外篇 |
| 《老江湖》           | 申奥   | 范伟     | 《长安道》《两只老虎》 |          |                          |
| 《虚惊》             | 申奥   | 郭京飞   | 《都挺好》             |          |                          |
| 《家规》             | 苏伦   | 肖战     | 《陈情令》             | 高曙光   |                          |
| 《它在水中游》       | 甘剑宇 | 海清     | 《小欢喜》             |          |                          |
| 《救》               | 姚婷婷 | 马思纯   | 《加油，你是最棒的》   |          |                          |
| 《第一枪》           | 章笛沙 | 李沁     | 《中国机长》《诛仙 I》 |          |                          |
| 《全世界准备》       | 甘剑宇 | 张若昀   | 《庆余年》             |          |                          |
| 《打孔》             | 李非   | 赵薇     | 《两只老虎》           |          |                          |
| 《买耳朵》           | 苏伦   | 肖战     | 《陈情令》             |          |                          |

## 2020年
本年《最美表演》的主题为“蓄力向上”（年中）、“致敬勇敢的你”（年末），第一批十支短片于2020年8月17日陆续上线，第二批十支短片于2021年1月20日陆续上线。

### 第一批主创
| 短片名             | 导演   | 表演者 | 备注             |
| ------------------ | ------ | ------ | ---------------- |
| 《重击》           | 姚文逸 | 秦昊   |                  |
| 《新房》           | 霍猛   | 金晨   |                  |
| 《理发》           | 李霄峰 | 罗晋   | 罗晋父亲友情出演 |
| 《“最后”一场电影》 | 姚婷婷 | 许凯   |                  |
| 《舞台春秋》       | 鹏飞   | 金晨   |                  |
| 《起舞》           | 李霄峰 | 关晓彤 |                  |
| 《创作无罪》       | 姚文逸 | 尹正   |                  |
| 《不眠夜》         | 鹏飞   | 王子异 |                  |
| 《追光的人》       | 霍猛   | 江疏影 |                  |
| 《红》             | 姚文逸 | 刘敏涛 |                  |

### 第二批主创
| 短片名             | 表演者       |
| ------------------ | ------------ |
| 《合作愉快》       | 潘粵明       |
| 《耳语》           | 惠英红       |
| 《光》             | 佘诗曼       |
| 《合影》           | 李晨         |
| 《约会》           | 迪丽热巴     |
| 《日蚀》           | 李小冉       |
| 《远方的姑娘》     | 陈立农       |
| 《不止》           | 郭麒麟       |
| 《像爱你一样爱她》 | 毛晓彤、杨玏 |
| 《新人》           | 譚松韻       |

## 外部連結
- 最美表演的新浪微博